# Georges II de Saxe-Meiningen-Hildburghausen
 (mai 2023).
Si vous disposez d'ouvrages ou d'articles de référence ou si vous connaissez des sites web de qualité traitant du thème abordé ici, merci de compléter l'article en donnant les références utiles à sa vérifiabilité et en les liant à la section « Notes et références ».
Pour les articles homonymes, voir Georges II.
Georges II de Saxe-Meiningen et Hildburgausen, surnommé « le duc de théâtre », né à Meiningen le 2 avril 1826, décédé à Bad Wildungen le 25 juin 1914 est duc de Saxe-Meiningen de 1866 à 1914, de Saxe-Meiningen et Hildburghausen de 1826 à 1914.

## Famille
Fils de Bernard II de Saxe-Meiningen et de Marie-Frédérique de Hesse-Cassel, Georges II de Saxe-Meiningen et Hildburghausen épouse en 1850 Frédérique-Charlotte de Prusse (née en 1831 et morte en couches en 1855), fille du prince Albert de Prusse et de Marianne des Pays-Bas, petite-fille de Frédéric-Guillaume III de Prusse). Quatre enfants sont nés de cette union :
- Bernard, qui lui succède, épouse en 1878 Charlotte de Prusse (1860-1919) fille de l'empereur Frédéric III et de la princesse Victoria du Royaume-Uni d'où une fille ;
- Georges-Albert (1852-1855)
- Marie-Élisabeth (1853-1923), compositrice et mécène (sans alliance ni postérité)
- un garçon mort le lendemain de sa naissance (1855)

Veuf, Georges II épouse le 23 octobre 1858 Théodora de Hohenlohe-Langenbourg (1839-1872), (fille du prince Ernest de Hohenlohe-Langenbourg). Trois enfants sont nés de cette union :
- Ernest (1859-1941) épouse morganatiquement en 1892 Katharina Jensen, créée Baronne de Saalfeld (1874-1945) (postérité non dynaste)
- Frédéric (1861, mort à la bataille de Tarcienne (Belgique) en 1914) épouse en 1889 Adélaïde de Lippe-Biesterfeld (postérité)
- Victor (1865-1865)

Veuf pour la seconde fois, Georges II épouse morganatiquement le 18 mars 1873 Ellen Franz, comédienne, titrée dame d'Helburg, (sans postérité).
Georges II de Saxe-Meiningen et Hildburghausen appartient à la lignée des Saxe-Meiningen appartenant à la troisième branche de la Maison de Wettin, cette lignée appartient à la branche Ernestine fondée par Ernest de Saxe. Cette lignée est toujours existante, elle est représentée actuellement par Frédéric Conrad de Saxe-Meiningen.

## Éducation
Ses parents lui fournissent une solide éducation. Une formation militaire comme il convient à tout prince de cette époque, il étudie également l'histoire, la loi, l'économie politique. Aux universités de Bonn et de Leipzig il acquiert de solides connaissances dans le domaine de l'histoire de l'art.

## Le Duc Théâtre

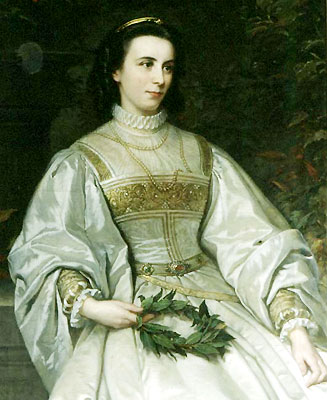
Hélène Franz, 1870, peinture par Oskar Begas.

Dans la seconde partie du XIXe siècle, Georges II de Saxe-Meiningen et Hildburghausen rend célèbre dans l'Europe entière le théâtre de la Cour de Saxe-Meiningen. Passionné de théâtre et d'histoire, il conçoit les costumes, les décors de son théâtre avec une grande précision historique. Il travaille en étroite collaboration avec sa troisième épouse Hélène Franz et le producteur Ludwig Chroneck qui possédait un réel don pour l'organisation et, concernant la logistique. Georges II de Saxe-Meiningen et Hildburghausen travaille tout particulièrement sur les pièces de Shakespeare, Schiller, Kleist.
Ayant formé avec eux une troupe de théâtre professionnels appelée les "Meiningers", il fait donner à Berlin Les Prétendants à la couronne d'Ibsenen 1876 : l'auteur présent à la représentation est fasciné par la manière dont sont traités les décors, les éclairages, la psychologie des personnages, les mouvements collectifs sur scène où chaque intervenant était pourtant individualisé.
Ils ont influencé fortement André Antoine - Le Théâtre libre - qui trouve chez eux l'inspiration de son esthétique naturaliste et une de leurs représentations à Saint-Pétersbourg sera à l'origine de la vocation théâtrale de Stanislavski qui passe un an avec eux pour s'imprégner de leur méthode.

## La passion des arts
Georges II de Saxe-Meiningen et Hilburghausen est un passionné de peinture et, mécène, il soutient particulièrement les travaux d'artistes graphistes totalement inconnus. Il travaille avec des artistes réputés tels qu'Adolf von Hildebrand ou Franz von Lenbach et fait l'acquisition de tableaux de la Renaissance italienne.
Mais le duc Georges II de Saxe-Meiningen-Hildburghausen a d'autres passions artistiques : il fait venir à sa Cour de Saxe-Meiningen des chefs d'orchestre tel que Hans von Bülow, le compositeur Richard Strauss, Fritz Steinbach pour diriger l'orchestre que le duc a lui-même créé. Cet orchestre devient très célèbre en Europe. Il est l'ami de Johannes Brahms et de Richard Wagner.
Georges II de Saxe-Meiningen-Hildburhausen transforme certaines parties des châteaux de Meiningen, le château Elisabethenburg (Schloss Elisabethenburg), le château d'Altenstein et le Veste Heldburg en châteaux de style néo-Renaissance.

## L'homme politique
Parvenu au trône après l'abdication de son père, après la guerre austro-prussienne, Georges II n'a d'autres choix que d'être l'allié de la Prusse et adhère à l'Empire allemand de Bismarck en 1871. Nonobstant, Georges II partage les idées du chancelier allemand concernant la sauvegarde de l'Empire allemand dans ses frontières de l'après 1871. Il n'en marque pas moins son mépris à la Maison de Hohenzollern notamment lors de l'accession au trône de l'empereur Guillaume II et du mariage de sa petite fille la princesse Théodora de Saxe-Meiningen.
Les funérailles du duc Georges II se déroulent le 26 juin 1914 au cimetière du parc à Meiningen.